# RVgg Ostmark-Hansa Danzig
RVgg Ostmark-Hansa Danzig was een Duitse voetbalclub uit de stad Danzig, dat na de Tweede Wereldoorlog door Polen werd ingelijfd en nu Gdańsk heet. De club werd in 1934 opgericht na een fusie tussen RSV Hansa Danzig en SV Ostmark Danzig. 

## Geschiedenis
Het is niet bekend wanneer RSV Hansa Danzig opgericht werd. Wel speelde de club in 1919/20 voor het eerst in de stadsliga van Danzig en verloor alle wedstrijden. De volgende jaren bleef de club onderaan bengelen en in 1922 degradeerde de club. In 1926 kon de club terugkeren en werd opnieuw laatste en bleef de volgende jaren aanmodderen tot een nieuwe degradatie volgde in 1931. De club kon nu na één seizoen terugkeren en werd nu gedeeld tweede achter BuEV Danzig. De club speelde een play-off voor een verdere eindronde, maar verloor die van SV Schupo Danzig. Door de strenge winters in het Baltische gebied werd de competitie eerder gespeeld vanaf begin jaren dertig. Het seizoen 1933/34 werd reeds in 1932 begonnen en toen kon men nog niet de competitiehervorming van 1933 voorzien die de NSDAP doorvoerde.
De Gauliga Ostpreußen werd ingevoerd als nieuwe hoogste klasse en de voorlopige eindstand van 1933/34 werd gebruikt als indicator om de teams in te delen. Omdat RSV Hansa laatste werd kwam de club in de derde klasse terecht. Na dit seizoen fuseerde de club met SV Ostmark Danzig, dat al sinds 1928 niet meer in de hoogste klasse speelde en ook naar de derde divisie gezakt was. 
De fusieclub werd meteen kampioen, maar slachtoffer van een competitiehervorming in de twee hoogste divisies. De volgende jaren slaagde de club er niet in te promoveren. Na het uitbreken van de Tweede Wereldoorlog werd West-Pruisen terug bij Duitsland ingelijfd en de clubs uit Danzig werd overgeheveld naar de nieuwe Gauliga Danzig-Westpreußen. De club promoveerde in 1941 naar de 1. Klasse Danzig-Westpreußen spelen, net onder de Gauliga. De club speelde er tot het einde van de competitie in 1944/45, maar maakte nooit kans op promotie. 
Nadat de Russische troepen in maart 1945 Danzig veroverden en bij Polen voegden werd de club opgeheven.